# Fels Netz
Die Fels Netz GmbH ist ein öffentliches Eisenbahninfrastrukturunternehmen. Es betreibt die Strecken Blankenburg–Michaelstein–Königshütte und den nicht stillgelegten Abschnitt bis Schraplau der Strecke Röblingen–Vitzenburg. Beide Strecken grenzen an Anschlussbahnen der Fels-Werke, die auch Eigentümer der Fels Netz ist.